# لوینزویل (ویرجینیا)
لوینزویل (به انگلیسی: Lewinsville) یک منطقهٔ مسکونی در ایالات متحده آمریکا است که در شهرستان فرفکس، ویرجینیا واقع شده‌است.